# Суданский динар
Суданский динар — национальная валюта Судана, имевшая хождения с 8 июня 1992 по 10 января 2007 года. Суданский динар равнялся 10 суданским фунтам и 1000 пиастрам. В обращении находились банкноты номиналами 5, 10, 25, 50, 100, 200, 500, 1 000, 2 000, 5 000 и 10 000 суданских динаров и монеты номиналами ¼, ½, 1, 2, 5, 10, 20 и 50 динаров.

## История
Суданский динар был введён в обращение 8 июня 1992 года, заменив суданские фунты и став символом «арабизации» Судана. Но на деле никто не исчислял стоимость товара в динарах, все называли цену в фунтах (1 фунт = 1/10 динара). В некоторых районах страны динар так и не стал признанной валютой, а вместо него использовался кенийский шиллинг, эфиопский быр, угандийский шиллинг и выведенный из обращения суданский фунт. Подписанный в январе 2005 года между правительством Судана и Суданской народно-освободительной армией мирный договор предусматривал, в частности, введение Банком Судана единой валюты для всей территории страны. В ходе состоявшейся 9 января 2007 года денежной реформы суданский динар был заменен новым суданским фунтом по курсу 1 фунт = 100 динаров. С 30 июня 2007 года динар перестал быть законным денежным средством платежа.

## Банкноты
Выпущенные после 1992 года, все банкноты на лицевой стороне были украшены изображениями президентского дворца, на оборотах размещены орнаменты и архитектурные ансамбли. При этом на банкнотах номинал указывался в динарах, а на более старых купюрах — в фунтах. Это приводило к путанице: люди все равно переводили динары в фунты, а называли все гинеями. После того как в стране был введён новый суданский фунт, старые банкноты номиналами 10, 25, 50, 100, 200, 500, 1 000, 2 000, 5 000 и 10 000 суданских динаров перестали быть законным средством платежа с 1 июля 2007 года.
| Банкноты суданского динара | Банкноты суданского динара | Банкноты суданского динара | Банкноты суданского динара | Банкноты суданского динара     | Банкноты суданского динара | Банкноты суданского динара                                                                  | Банкноты суданского динара | Банкноты суданского динара |
| Изображение                | Изображение                | Номинал (динаров)          | Размеры (мм)               | Основные цвета                 | Описание                   | Описание                                                                                    | Дата выпуска               |                            |
| Лицевая сторона            | Оборотная сторона          | Номинал (динаров)          | Размеры (мм)               | Основные цвета                 | Лицевая сторона            | Оборотная сторона                                                                           | Дата выпуска               |                            |
| -------------------------- | -------------------------- | -------------------------- | -------------------------- | ------------------------------ | -------------------------- | ------------------------------------------------------------------------------------------- | -------------------------- | -------------------------- |
|                            |                            | 5                          | 140×65                     | Желтый                         | Народный дворец, Хартум    | Подсолнухи                                                                                  | 1993                       |                            |
|                            |                            | 10                         | 140×65                     | Красный, розовый               | Народный дворец, Хартум    | Мечеть ан-Нилин                                                                             | 1993                       |                            |
|                            |                            | 25                         | 140×65                     | Зелëный, жëлтый                | Народный дворец, Хартум    | Номинал                                                                                     | 1992                       |                            |
|                            |                            | 50                         | 140×65                     | Синий                          | Народный дворец, Хартум    | Номинал                                                                                     | 1992                       |                            |
|                            |                            | 100                        | 140×65                     | Бирюзовый, персиковый          | Народный дворец, Хартум    | Национальное собрание, Хартум                                                               | 1994                       |                            |
|                            |                            | 200                        | 140×65                     | Салатовый                      | Народный дворец, Хартум    | Здание                                                                                      | 1998                       |                            |
|                            |                            | 500                        | 140×65                     | Розовый, голубой               | Народный дворец, Хартум    | Нефтяная вышка, здание                                                                      | 1998                       |                            |
|                            |                            | 1000                       | 140×65                     | Зелëный, оранжевый, фиолетовый | Народный дворец, Хартум    | Здание                                                                                      | 1996                       |                            |
|                            |                            | 2000                       | 140×65                     | персиковый, розовый            | Народный дворец, Хартум    | Плотина ГЭС Джебель-Аулия, нефтяная буровая установка, башня НПЗ, новое здание Банка Судана | 2002                       |                            |
|                            |                            | 5000                       | 140×65                     | Оранжевый, голубой             | Народный дворец, Хартум    | Парусник и здание Банка Судана                                                              | 2002                       |                            |
|                            |                            | 10000                      | 140×65                     | Бежевый                        | Народный дворец, Хартум    | Здание                                                                                      | 1996                       |                            |